# 深海くんと月影ちゃん
『深海くんと月影ちゃん』（ふかみくんとつきかげちゃん）は、YouTubeの公式チャンネルで公開されている、音だけで繰り広げられる短編ドラマである。

## 概要
すべてオリジナルストーリーで構成された1話完結エピソードの会話劇。初回は2020年5月18日に配信された。1シーズン（各5話）ごとにキャラクターの設定は維持したまま、新たなキャストで収録・配信する形式が取られている。 
新型コロナウイルス感染拡大による自粛要請が続く中、スタッフと出演者が対面せず、完全リモート環境下で収録が行われた。ラジオドラマに類する作品で、イラストを背景にシーズンごとに変わる出演者が同一キャラクターの声を演じる。 
舞台はとある高校の放課後の教室で、日常や学校生活を題材にしながらも、現実にはありえないようなストーリーが展開される。月曜日から金曜日までの5日間を1シーズンとしており、シーズン2以降は隔週で配信される。動画の冒頭に映画館をイメージしたブザー音が鳴り、各出演者が自分の名前とタイトルを読み上げてから始まる。エンドロールでは収録中の写真や映像が流れる。

## 登場人物
深海（ふかみ）くん
本作の主人公。 自分のことをごく普通の高校生と思っているが、超人的な身体能力で日本からシアトルまで一瞬で移動してみせたり、突然の幽体離脱も動じずに楽しむなど時に驚くような行動を見せることがある。
月影（つきかげ）ちゃん
本作のヒロイン。一見かわいらしい女の子だが、筋骨隆々になったかと思えば肉体を離れて思考するだけの存在になったりと周囲を唖然とさせることが多い。深海くんを罠にかけることを楽しむ一方、彼が想いを寄せる女子にやきもちを妬く一面もある。

## 出演者一覧
- シーズン１　2020年5月18日-2020年5月22日　出演：醍醐虎汰朗、今泉佑唯

- シーズン２　2020年6月1日-2020年6月5日　出演 ：鈴鹿央士[3]、蒔田彩珠[4]

- シーズン３　2020年6月15日-2020年6月19日　出演：織部典成、伊原六花

## シリーズ概要
| シーズン | 話数 | タイトル         | キャスト             | 監督               | 公開日        |
| -------- | ---- | ---------------- | -------------------- | ------------------ | ------------- |
| 1        | ＃1  | 筋トレ           | 醍醐虎汰朗、今泉佑唯 | 加藤慶吾、小向英孝 | 2020年5月18日 |
| 1        | #2   | 学級新聞         | 醍醐虎汰朗、今泉佑唯 | 加藤慶吾、小向英孝 | 2020年5月19日 |
| 1        | #3   | キャンプ         | 醍醐虎汰朗、今泉佑唯 | 加藤慶吾、小向英孝 | 2020年5月20日 |
| 1        | ＃4  | ゴリラ           | 醍醐虎汰朗、今泉佑唯 | 加藤慶吾、小向英孝 | 2020年5月21日 |
| 1        | ＃5  | 幽体離脱         | 醍醐虎汰朗、今泉佑唯 | 加藤慶吾、小向英孝 | 2020年5月22日 |
| 2        | ＃1  | ボイパ           | 鈴鹿央士、蒔田彩珠   | 加藤慶吾、小向英孝 | 2020年6月1日  |
| 2        | #2   | テスト勉強       | 鈴鹿央士、蒔田彩珠   | 加藤慶吾、小向英孝 | 2020年6月2日  |
| 2        | #3   | 霊能力           | 鈴鹿央士、蒔田彩珠   | 加藤慶吾、小向英孝 | 2020年6月3日  |
| 2        | ＃4  | 子猫             | 鈴鹿央士、蒔田彩珠   | 加藤慶吾、小向英孝 | 2020年6月4日  |
| 2        | ＃5  | 夏祭り           | 鈴鹿央士、蒔田彩珠   | 加藤慶吾、小向英孝 | 2020年6月5日  |
| 3        | ＃1  | ゲーム           | 織部典成、伊原六花   | 加藤慶吾、小向英孝 | 2020年6月15日 |
| 3        | #2   | ラッキーアイテム | 織部典成、伊原六花   | 加藤慶吾、小向英孝 | 2020年6月16日 |
| 3        | #3   | 無理やり漫才     | 織部典成、伊原六花   | 加藤慶吾、小向英孝 | 2020年6月17日 |
| 3        | ＃4  | 本音             | 織部典成、伊原六花   | 加藤慶吾、小向英孝 | 2020年6月18日 |
| 3        | ＃5  | 大人             | 織部典成、伊原六花   | 加藤慶吾、小向英孝 | 2020年6月19日 |

## スタッフ
- 演出・脚本：加藤慶吾、小向英孝

- イラスト：スズキハルカ